# Cass Film
Cass Film – polski dystrybutor filmów na VHS i DVD.

## Dystrybucja w Polsce

### VHS
- Alicja po drugiej stronie lustra (film 1987)
- Calineczka (film 1992)
- Czerwony Kapturek (film 1995)
- Herkules
- Kopciuszek (film 1994)
- Księżniczka i chochliki
- Lapicz, mały szewczyk[1]
- Małe latające niedźwiadki
- Młoda Pocahontas
- Calineczka (wersja pełnometrażowa)[2]
- Podróże Guliwera (film 1939)[3]
- Powrót Północnego Wiatru
- Ramajana
- Smok Dexter
- Śpiąca królewna (film 1995)